# 埃泰拉索万
埃泰拉索万（法語：Étais-la-Sauvin，法語發音：[etɛ la sovɛ̃]）是法国勃艮第-弗朗什-孔泰大区约讷省的一个市镇，属于欧塞尔区。

## 地理
埃泰拉索万（47°30'11"N, 3°20'44"E）面积44.79 平方千米，位于法国勃艮第-弗朗什-孔泰大區约讷省，该省份为法国中北部内陆省份，西接卢瓦雷省，西北接塞纳-马恩省，南至涅夫勒省，东临科多尔省，东北与奥布省接壤。
与埃泰拉索万接壤的市镇（或旧市镇、城区）包括：皮赛地区苏热尔、瓦西河畔比利、诺安河畔昂特兰、德吕莱贝勒方丹、兰塞克、桑皮。

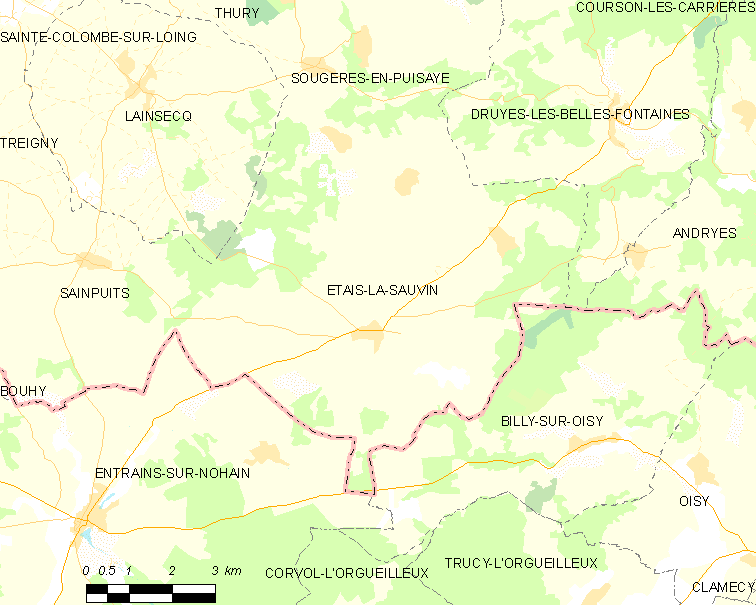
埃泰拉索万的OSM定位图

埃泰拉索万的时区为UTC+01:00、UTC+02:00（夏令时）。

## 行政
埃泰拉索万的邮政编码为89480，INSEE市镇编码为89158。

## 政治
埃泰拉索万所属的省级选区为万塞勒县。

## 人口

1962-2008年间埃泰拉索万人口变化图示

埃泰拉索万于2022年1月1日时的人口数量为629人。